# Cangas de Onís
Cangas de Onís (asturleonski: Cangues d'Onís) je mjesto i istoimena općina u istočnom dijelu provincije Asturije na sjeveru Španjolske. 
Mjesto je do 774. godine bilo sjedište Kraljevina Asturije, dok asturijski vladar Silo nije prijestolnicu premjestio u selo Praviju.